# Nothing Like the Holidays
Nothing Like the Holidays is een filmkomedie uit 2008, geregisseerd door Alfredo De Villa en geschreven door Rick Najera, Ted Perkins en Alison Swan. De première was op 12 december 2008.

## Rolverdeling
| Acteur           | Personage          |
| ---------------- | ------------------ |
| John Leguizamo   | Mauricio Rodriguez |
| Debra Messing    | Sarah Rodriguez    |
| Freddy Rodríguez | Jesse Rodriguez    |
| Alfred Molina    | Edy Rodriguez      |
| Jay Hernandez    | Ozzy               |
| Melonie Diaz     | Marissa            |
| Vanessa Ferlito  | Roxanna Rodriguez  |
| Luis Guzmán      | Johnny             |
| Elizabeth Peña   | Anna Rodriguez     |

## Filmmuziek
Het intronummer is gemaakt door de muziekproducent Paul Oakenfold.